# Chansons et comptines d'Amérique du Sud
Chansons et comptines d'Amérique du Sud o Canciones y adivinanzas de América del Sur es el vigésimo primer álbum oficial en estudio del cantautor chileno Ángel Parra como solista. Fue lanzado originalmente en Francia en 1986, país donde el autor vivió el exilio producto de la dictadura militar en su país, siendo luego relanzado en 1991 como disco compacto. 
Como su nombre lo indica, el disco está conformado por canciones y adivinanzas populares de Argentina, Chile, Colombia, Ecuador, Uruguay y algunos lugares de Brasil, que fueron traducidos del castellano al francés.
Más adelante en 1993, Ángel lanzaría otro disco de música infantil, en aquella ocasión compuesta por temas propios, titulado A los niños de Chile.

## Lista de canciones
Toda las letras y música pertenecientes a la tradición popular, salvo que se especifique lo contrario.

| Chansons et comptines d'Amérique du Sud |                                                              |                     |          |  |
| N.º                                     | Título                                                       | Música              | Duración |  |
| 1.                                      | «Les Fruits / Los mamones»                                   |                     | 3:05     |  |
| 2.                                      | «Les Fruits / Los mamones» (instrumental)                    |                     | 3:05     |  |
| 3.                                      | «La Poupée / Tengo una muñeca»                               |                     | 2:08     |  |
| 4.                                      | «Le Persil»                                                  |                     | 0:08     |  |
| 5.                                      | «La perejil»                                                 |                     | 0:05     |  |
| 6.                                      | «Es plátano»                                                 |                     | 0:06     |  |
| 7.                                      | «Mane-Dane-Diroun-Diroun-Dane / Mandandirun-Dirundán»        |                     | 2:05     |  |
| 8.                                      | «La Langue»                                                  |                     | 0:08     |  |
| 9.                                      | «La lengua»                                                  |                     | 0:05     |  |
| 10.                                     | «Petit Cheval Blanc / Caballito blanco»                      |                     | 3:26     |  |
| 11.                                     | «La Fil D'or / Vamos jugando al hilo de oro»                 |                     | 2:32     |  |
| 12.                                     | «La vela»                                                    |                     | 0:03     |  |
| 13.                                     | «Le Charbon»                                                 |                     | 0:08     |  |
| 14.                                     | «El carbón»                                                  |                     | 0:06     |  |
| 15.                                     | «Berceuse Chilienne / Arroró, mi niño»                       | tradicional chilena | 3:29     |  |
| 16.                                     | «Berceuse Chilienne / Arroró, mi niño» (instrumental)        |                     | 3:29     |  |
| 17.                                     | «Monsieur Le Chat / Estaba el señor Don Gato»                |                     | 1:54     |  |
| 18.                                     | «Monsieur Le Chat / Estaba el señor Don Gato» (instrumental) |                     | 1:54     |  |
| 19.                                     | «Las estrellas»                                              |                     | 0:06     |  |
| 20.                                     | «L'oeuf»                                                     |                     | 0:10     |  |
| 21.                                     | «El huevo»                                                   |                     | 0:04     |  |
| 22.                                     | «Les Vouyelles / Las vocales»                                |                     | 2:40     |  |
| 23.                                     | «Le Miroir»                                                  |                     | 0:07     |  |
| 24.                                     | «El espejo»                                                  |                     | 0:07     |  |
| 25.                                     | «Alice Va En Calèche / Alicia va en el coche»                |                     | 2:49     |  |
| 26.                                     | «Alice Va En Calèche / Alicia va en el coche» (instrumental) |                     | 2:49     |  |
| 27.                                     | «J'ai Perdu Une Fillette / Se me ha perdido una hija»        |                     | 1:50     |  |
| 28.                                     | «Les Abeilles»                                               |                     | 0:07     |  |
| 29.                                     | «Las abejas»                                                 |                     | 0:10     |  |
| 30.                                     | «Le Petit Coq / Se me ha perdido un gallito»                 |                     | 3:38     |  |
| 31.                                     | «Le Petit Coq / Se me ha perdido un gallito» (instrumental)  |                     | 3:38     |  |
| 32.                                     | «J'avais Dix Chiens / Yo tenía diez perros»                  |                     | 2:20     |  |
| 33.                                     | «El silencio»                                                |                     | 0:02     |  |
| 34.                                     | «Berceuse Brésilienne / Tutu Marambaia»                      |                     | 1:00     |  |
| 49:33                                   |                                                              |                     |          |  |

## Créditos
- Waldo Rojas: traducción al francés
- Ángel Parra, Philippe Lecante: adaptaciones de las adivinanzas al francés
- Matías Pizarro: arreglos[1]